# Paraphenice arebiensis
Paraphenice arebiensis är en insektsart som beskrevs av Synave 1973. Paraphenice arebiensis ingår i släktet Paraphenice och familjen Derbidae. Inga underarter finns listade i Catalogue of Life.